# Finská sociálně demokratická strana
Finská sociálně demokratická strana (finsky Suomen Sosialidemokraattinen Puolue, zkr. SDP) je největší finská levicová strana. Zároveň je dosud nejúspěšnějším finským politickým uskupením. Od roku 1937 pravidelně vládla až do roku 2003 s výjimkou období 1957–66 a 1991–1995. Od roku 2023 je v opozici.
Finská sociální demokracie počátku se vyznačovala silně radikálním programem a strana se zřekla marxistického konceptu třídního boje až na počátku 50. let 20. století. Od té doby strana prosazuje umírněnější politiku a ve finském stranickém systému zaujímá levý střed politického spektra. Strana si klade za cíl především společnost založenou na socialistických hodnotách, přičemž prostředkem k jejímu dosažení mají být sociální reformy. V ekonomických otázkách zastávají finští demokraté model sociálně tržní ekonomiky.
Vedle tradičních levicových témat strana přejala také některé programové prvky typické pro Novou levici. Program SDP klade důraz také „zelená“ environmentální témata a také rozšíření možností politické participace občanů.
Pokud jde o postoj SDP k evropské integraci, tak zaujímá silně proevropský postoj a staví se za federalizaci Evropy. Mezi členy panuje v této otázce víceméně shoda, čímž se liší od švédských či norských sesterských stran, u nichž je přítomné silné euroskeptické křídlo.